# Indiantown (Florida)
Indiantown es un lugar designado por el censo ubicado en el condado de Martín en el estado estadounidense de Florida. En el Censo de 2010 tenía una población de 6.083 habitantes y una densidad poblacional de 392,82 personas por km².

## Geografía
Indiantown se encuentra ubicado en las coordenadas 27°3′6″N 80°28′18″O / 27.05167, -80.47167. Según la Oficina del Censo de los Estados Unidos, Indiantown tiene una superficie total de 15.49 km², de la cual 15.08 km² corresponden a tierra firme y (2.64%) 0.41 km² es agua.

## Demografía
Según el censo de 2010, había 6.083 personas residiendo en Indiantown. La densidad de población era de 392,82 hab./km². De los 6.083 habitantes, Indiantown estaba compuesto por el 48.86% blancos, el 14.6% eran afroamericanos, el 3.4% eran amerindios, el 0.21% eran asiáticos, el 0.43% eran isleños del Pacífico, el 29.77% eran de otras razas y el 2.73% pertenecían a dos o más razas. Del total de la población el 64.64% eran hispanos o latinos de cualquier raza.